# Монагас (штат)
Монагас (ісп. Monagas) — один із 23 штатів Венесуели, розташований на північному сході країни.
Адміністративний центр штату — місто Матурин.
Площа штату становить 28 900 км², населення — 855 300 чоловік (2007).

## Географія
Штат розміщується на північному сході області Льянос-Оріноко. На сході та південному сході примикає до дельти річки Оріноко. Має вузький вихід до затоки Парія Карибського моря.
Клімат — субекваторіальний.

## Муніципалітети штату
- Акоста
- Агуасай
- Болівар
- Капіре
- Кеденьйо
- Лібертадор
- Матурин (San Antonio de Capayacuar)
- Піар
- Пунсерес
- Санта-Барбара
- Сотільйо
- Уракоа
- Езекуїль